# لويد مارشال
لويد مارشال (بالإنجليزية: Lloyd Marshall)‏ (4 يونيو 1914 بمقاطعة ماديسون في الولايات المتحدة - 4 أغسطس 1997) هو ملاكم أمريكي، صنّف ضمن فئة الوزن الثقيل الخفيف ‏.

## روابط خارجية
- لويد مارشال على موقع بوكس ريك (الإنجليزية) (registration required)